# Szuja (album)
Szuja – album Mieczysława Jureckiego (ukrytego pod pseudonimem Mechanik) wydany w 1989 nakładem wydawnictwa Polskie Nagrania „Muza”. 

## Lista utworów
1. "Przed siebie leć" (Mietek Jurecki/Bogdan Olewicz) – 3:25
2. "Korespondencja Par Avion" (Mechanik/Klara Benben)[a] – 4:45
3. "Szuja" (Nataniel Młotek)[a] – 3:25
4. "Po co komu takie radio" (Nataniel Młotek)[a] – 3:15
5. "Cocombo" (Mietek Jurecki/Bogdan Olewicz) – 4:30
6. "Nie kop mnie przez sen" (Nataniel Młotek)[a] – 4:55
7. "A może wiary brak" (Nataniel Młotek)[a] – 4:05
8. "Jeszcze raz" (Mechanik/Klara Benben)[a] – 4:05
9. "Wieczorna rozmowa z Marią" (Mietek Jurecki/Bogdan Olewicz) – 5:35

## Skład
- Mieczysław Jurecki – śpiew, chórki, wszystkie instrumenty
- Małgorzata Samborska – chórki
- Teatrzyk Guzik – chórki

### Realizacja
- Zbigniew Jędrych – realizacja nagrań
- Włodzimierz Kowalczyk – realizacja nagrań
- Michał Frejtak – realizacja nagrań
- Mieczysław Jurecki – realizacja nagrań
- Bogdan Olewicz – realizacja nagrań